# Gertrud II. zur Lippe
Gertrud II. zur Lippe (* um 1215; † wahrscheinlich 1244) war durch Heirat Gräfin von Ravensberg.

## Leben
Gertrud war eine Tochter des Edelherrn Hermann II. und seiner Frau Oda von Tecklenburg, Tochter des Grafen Simon I. von Tecklenburg und der Gräfin Oda von Berg-Altena. Damit war sie eine Nichte der Herforder Äbtissen Gertrud II., einer Schwester Hermanns II.

## Ehe und Kinder
Vor dem 17. April 1236 heiratete Gertrud den Grafen Ludwig der der Herrschaft Lippe benachbarten Grafschaft Ravensberg.
Es sind aus dieser Ehe vier Kinder bekannt:
- Hedwig, urkundlich 1244, † 8. Juni 1265; ⚭ () Graf Gottfried von Arnsberg, urkundlich 1266 bis 1276, † vor 1279
- Jutta, urkundlich 1244, † 17. Mai 1282; ⚭ () Graf Heinrich II. von Hoya
- Sophie, urkundlich 1244 bis 1275; ⚭ () Graf Hermann von Holte, urkundlich 1244 bis 1282, † um 1282
- Gertrud, urkundlich 1247 bis 1266, † um 1266; ⚭ () Ludolf V. von Steinfurt, urkundlich 1248 bis 1293

Nach Gertruds Tod heiratete ihr Mann ein weiteres Mal, die zweite Frau war Adelheid von Dassel.